# Panticosa
Panticosa (en aragonés Pandicosa) es un municipio español, perteneciente a la comarca de Alto Gállego, al norte de la provincia de Huesca, en la comunidad autónoma de Aragón. Tiene un área de 95,9 km² con una población de 800 habitantes (INE 2020).
Este pueblo pirenaico se emplaza en el valle de Tena junto a la confluencia del río Caldarés y el Bolática, ríos que descienden de las más altas cumbres del municipio. Dentro del término también se encuentra la estación de esquí alpino Panticosa-los Lagos (actualmente del grupo Aramón), además de un afamado balneario de aguas termales a 8 kilómetros de la población (Baños de Panticosa). Su economía, antaño basada en la ganadería, hoy en día está basada en el turismo ya que dispone de hoteles y restaurantes.
Cuenta también con otro núcleo de población de menor entidad, El Pueyo de Jaca, en el que hay un albergue al cual acuden grupos juveniles y escolares para esquiar en la estación o participar en colonias de verano.
Parte de su término municipal está ocupado por el monumento natural de los Glaciares Pirenaicos.

## Historia
Panticosa se cita por primera vez en el siglo XIII y ya constaba de cuatro barrios (llamados vicos): Santa María, San Salvador, Sus y Exena; los tres primeros conforman el casco antiguo actual, desapareciendo con el tiempo únicamente el último.

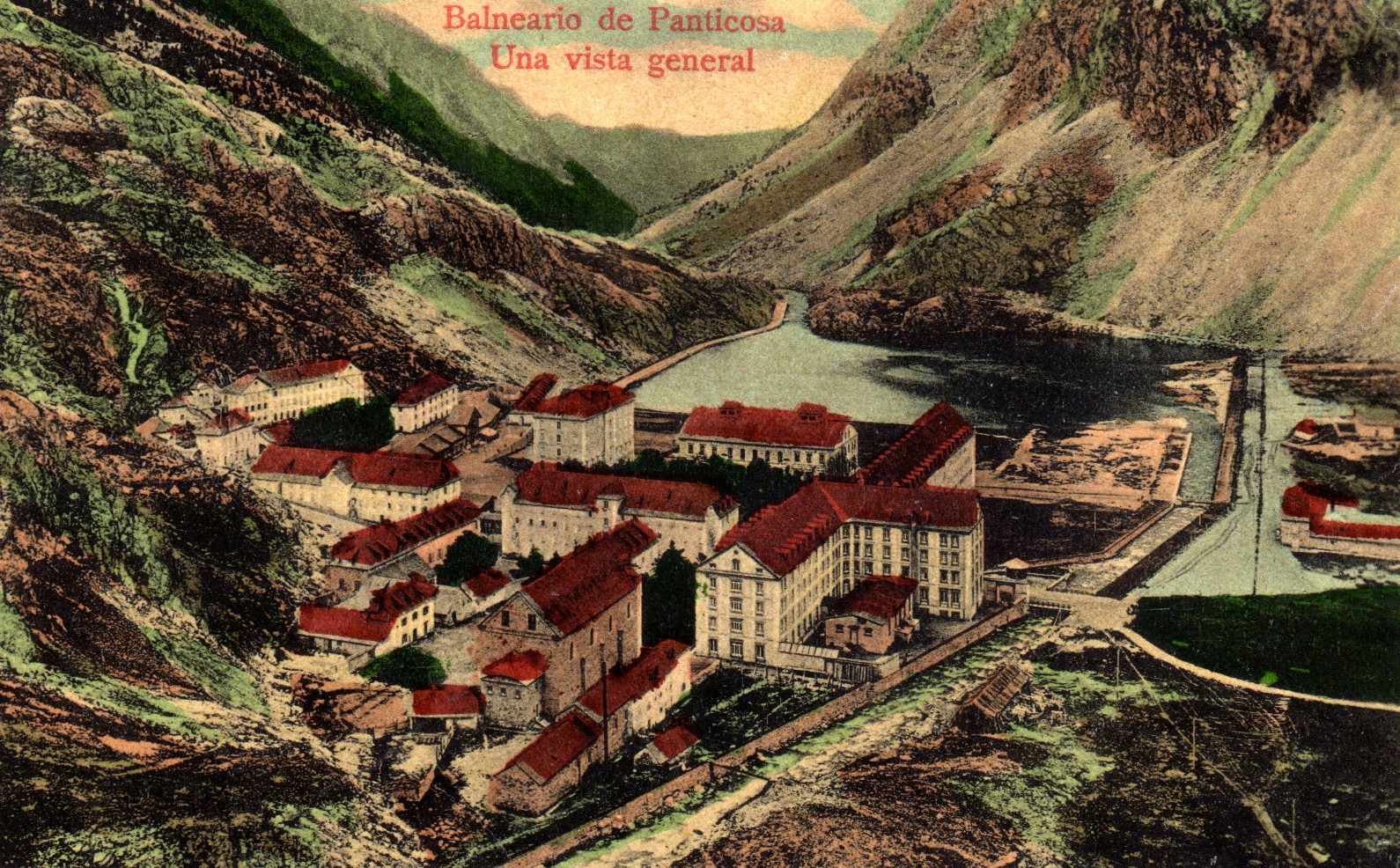
Balneario de Panticosa, principios de.

Entre 1900 y 1950 llegó a contar con casi 900 habitantes, aunque los edificios del pueblo datan en su mayoría del siglo XIX (época de máximo esplendor del balneario). Junto con El Pueyo y Hoz, conformaba uno de los tres históricos quiñones en los que se dividía administrativamente el valle.
Entre sus monumentos destaca:
- La iglesia de la Asunción: originaria del siglo XIII y reconstruida más tarde en el siglo XVI, de estilo gótico tardío.
- El puente de Caldarés: construido en 1556 por Beltrán de Betbedé.

Especial interés tiene su balneario, complejo turístico y hotelero surgido en el siglo XIX sobre una explotación termal de época romana.

## Demografía
Panticosa cuenta con una población de 909 habitantes (INE 2024).
| Gráfica de evolución demográfica de Panticosa entre 1842 y 2021 |
| |
| Población de derecho según los censos de población del INE Población de hecho según los censos de población del INEEntre el censo de 1981 y el anterior, crece el término del municipio porque incorpora a El Pueyo de Jaca |

## Administración y política
| Período   | Alcalde                    | Partido |  |
| --------- | -------------------------- | ------- |  |
| 1979–1983 | José María Lapuente Laguna | Ind.    |  |
| 1983–1987 |                            |         |  |
| 1987–1991 |                            |         |  |
| 1991–1995 | Luis Guillén Calvo         | PP      |  |
| 1995–1999 | Luis Guillén Calvo         | PP      |  |
| 1999–2003 | Luis Guillén Calvo         | PP      |  |
| 2003–2007 | José Luis Pueyo Belío      | PSOE    |  |
| 2007–2011 | José Luis Pueyo Belío      | PSOE    |  |
| 2011–2015 | Ricardo Laguna Belío       | PP      |  |
| 2015-2019 | Ricardo Laguna Belío       | PP      |  |
| 2019–2023 | Jesús María Uriz Zuloaga   | PP      |  |
| 2023-2027 | Jesús María Uriz Zuloaga   | PP      |  |

| Partido político    | Partido político                                   | 1995   | 1999   | 2003   | 2007   | 2011   | 2015   | 2019   |
| Partido político    | Partido político                                   | Ediles | Ediles | Ediles | Ediles | Ediles | Ediles | Ediles |
|                     | Partido Popular de Aragón (PP)                     | 5      | 5      | 3      | 3      | 4      | 5      | 4      |
|                     | Partido de los Socialistas de Aragón (PSOE-Aragón) | 2      | 2      | 4      | 4      | 3      | 2      | 3      |
| Total de concejales | Total de concejales                                | 7      | 7      | 7      | 7      | 7      | 7      | 7      |

## Cultura

### Dialecto panticuto
En Panticosa surgió una de las variedades del aragonés, el panticuto. Junto al patués, al ansotano, al cheso, al chistabín, este dialecto fue uno de los que mayor peso tuvieron para conformar el aragonés como lengua unificada debido a ser unión del aragonés oriental con el occidental. Según el filólogo Brian Mott, actualmente casi no se habla, aunque todavía pudo entrevistar a gente. Hace pocos años se ha publicado un Diccionario panticuto a cargo de Ricardo Mur Saura (2014).
En el terreno científico, el profesor de la Universidad de Zaragoza Francho Nagore realizó su tesis de licenciatura en Filología Románica sobre este dialecto y se publicó como El aragonés de Panticosa. Gramática (1986).
Actualmente es conocido y hablado por parte de la población de más edad e incluso se está enseñando en las escuelas para que la población más joven no lo pierda

### Fiestas
- Fiestas patronales se dan en los días 15 y 16 de agosto, en honor de la Asunción y San Roque.
- Mercado medieval, que tiene lugar una vez al año y se prolonga durante todo un fin de semana.
- Pantival de Festicosa, festival del humor que también se celebra un fin de semana al año. Los monólogos y las actuaciones entretienen a todo el que se acerca a la localidad.

## Localidades hermanadas
- Cauterets (Francia)[12]
- Angoulins (Francia)[13]